# Bostra magnifica
Bostra magnifica är en insektsart som beskrevs av Ludwig Redtenbacher 1908. Bostra magnifica ingår i släktet Bostra och familjen Diapheromeridae. Inga underarter finns listade.